# Улялюм
«Улялюм» (англ. Ulalume) — вірш  Едгара Аллана По, написаний в 1847 році. Як і деякі його вірші (« Ворон», «Аннабель Лі», «Лінор»), «Улялюм» фокусує увагу на втраті оповідачем прекрасної жінки, яка раптово померла.
Вірш наповнений численними  міфологічними алюзіями, і особистість самої Улялюм, якщо це реальна особистість, стоїть під питанням. «Улялюм» написаний амфібрахієм і анапестом і являє собою діалог ліричного героя зі своєю душею.

## Сюжет
Дія відбувається в ніч жовтня. У просторах Вира, біля озера Обер, пригнічений оповідач бродить разом з Психеєю, згадуючи, як колись в його серці «був Вулкан». Оповідач говорить в розсудливій манері зі своєю душею, але не усвідомлює ні місяця року, ні кінцевого шляху, куди, зрештою має привести його блукання. Він звертає увагу на слабке світіння зірки, яке він назвав світлом Астарти, і цікавиться, чи знає вона, що сльози на його щоках ще не висохли. Його душа, тим не менш, не вірить зірці і шляхам, по яких вона їх веде. Як тільки оповідач заспокоює свою душу, він розуміє, що не усвідомлено дійшов до могили своєї Улялюм, яку торік поховав в цю саму ніч.

## Аналіз
На відміну від вірша По «Аннабель Лі», в цьому вірші оповідач приходить до могили своєї улюбленої не усвідомлено, що демонструє його залежність від Улялюм і її любові; повна втрата її залишає його не тільки глибоко засмученим, але і цілком спустошеним, після відвідин її могили він не усвідомлено віддає себе на подальші страждання.
Як і більшість пізніх віршів По, Улялюм має сильне почуття ритму і музикальність. Автор навмисно робить строфи гучними і сонорними для посилення почуття смутку та туги.
У вірші використовується типова тема для Едгара По «смерть красивої жінки», яку він вважав «найбільш поетичною темою в світі». Біографи і критики часто припускають, що одержимість Едгаром По цією темою пов'язана з постійними втратими жінок протягом всього його життя, в тому числі його матері Елізи По, його дружини, і його прийомної матері Френсіс Аллан.
Ідентичність Улялюм у вірші є не визначеною. Вчений і далекий родич письменника Гаррі Лі По каже, що твір автобіографічний і показує скорботу Едгара По, через недавню смерть своєї дружини Вірджинії. Вчений Скотт Піплс зазначає, що «Улялюм» є продовженням «The Raven»(«Ворон»). Поетично, ім'я Улялюм підкреслює літера L, яка часто використовується в жіночих персонажах Едгара По, таких як «Аннабель Лі», «Евлалія» і «Лінор».

## Історія публікації
Твір був написаний на прохання преподобного Котсворта Бронсона (англ. Cotesworth Bronson), який попросив Едгара По скласти вірш, який він зміг би прочитати на одній зі своїх публічних лекцій. Втім, після того як По надіслав Бронсону «Улялюм», той вирішив не використовувати його у своїй лекції і відіслав назад автору.
Пізніше Едгар По вирішив надіслати його в літературний журнал «Sartain's Union Magazine», проте там відхилили рукопис.
Твір вперше було надруковано в журналі «American Review: A Whig Journal», куди По надіслав його в грудні 1847.